# Thomas Wiehe
Thomas Henrik Wiehe, född 18 september 1947 i Malmö, är en svensk musiker, sångare, textförfattare, kompositör och skådespelare.

## Biografi
Thomas Wiehe växte upp i Köpenhamn fram till 1952, och därefter i Ribersborg i Malmö. Fadern, Adam Wiehe (1919–1999), var en dansk journalist, och modern, Estrid Wiehe (ogift Wråke, 1919–1994), var en svensk keramiker.
Han tog pianolektioner som 10-åring men är självlärd på gitarr. 1973 erhöll han sin Fil. kand. vid Lunds universitet inom områdena musikvetenskap, pedagogik och drama-teater-film. Under 1980-talet fortsatte han sina studier vid Malmö Musikhögskola, med fokus på musikproduktion och satslära. Under 1990-talet och framåt utvidgade han sina studier vid Lunds universitet inom religion, såsom religionshistoria, religionsvetenskap, vetenskapshistoria, olika världsreligioner, mystik och spiritualitet.

### Artistkarriär
Thomas Wiehe gästspelade ett tag tillsammans med Mikael Wiehe i jazzorkestern Blunck's Lucky Seven som bildades 1964 och upplöstes 1967. Sedan bildade han The Moccers, ett mer poporienterat band inspirerat av The Beatles och Bob Dylan. The Moccers kom till Sveriges Radios Popbandstävling 1972 men upplöstes efter cirka två år. Han startade sedan och var kapellmästare för Första Förband åren 1973–1975.
Efter Första Förbands upplösning 1975 inledde han ett samarbete med en rad artister: Jan-Erik ”Fjellis” Fjellström, Tomas Forssell, Turid Lundqvist, Björn Afzelius, Göran Asketorp, Rolf Martinsson, Maria Wallin, Sagofén Isadora, Eva Kunda Neidek, Gösta Petersen (Midnattskören), Ale Möller, Pernilla Södergren, Lars ”Ferne” Fernebring, Hans ”Alex” Alnemark, Liselotte Weissbach, Per Mjöbeck, Helén Laestadius, Staffan Westerberg, Karin Wiehe, Peter Elmberg, Bo Medin, Inger ”Knitte” Stenlund, Clown Raimondo, Clas Rosvall, med flera.
Han har varit artist på heltid sedan 1975,  men började som gatumusikant i Paris 1967 med Gunnar Bernstrup och Håkan Ripa. 1968 började han skriva sånger. Han har ett mångsidigt musikaliskt förflutet med 18 släppta album och 12 musikföreställningar. Genom åren har han medverkat i och medproducerat flera radio- och TV-program och komponerat och framfört musik i flera teaterföreställningar för unga, bl a. till TV-serien Vilse i pannkakan tiillsammans Staffan Westerberg. Han har framfört sina sånger i hela Skandinavien, i otaliga konsertsalar och på alla sorters institutioner: dagis, skolor, fängelser, pensionärs- och sjukhem, och i kyrkor.  
Wiehes texter, inspirerade av bland andra Bob Dylan, kan uppdelas i att skildra samhället,  personliga och andliga teman, som alla belyser de stora frågorna på både ett poetiskt och ibland ett humoristiskt sätt.  De politiska texterna har hjärtat till vänster. Flera sånger beskriver minnen från hur allt började i England och utvecklades i Paris under 1960-talet, fortsatte i Malmö och expanderade under det glada 1970-talet och proggtiden. Många av hans sånger kretsar kring naturen, kärleken, friheten, själens eviga längtan och världen, drömmar om morgondagen, referat från gårdagen, blickar ut mot världen och Galaxen, och in i människans innersta och livets stora mysterier, såsom hur vi ska bemöta tabubelagda teman såsom döden.
Han har även varit drivande i Galaxteatern, en dockteater för unga. Kortfilmen "Return of the Puppet-maker"  baseras på många år med denna verksamhet. Uppsatsen ”Galaxteatern 30 år, reflexioner” sammanfattar tankar om att skriva manus och framföra teater för barn.

### Andlig inriktning
Thomas Wiehe är känd som djurvän och blev tidigt vegetarian, under en tid när det ännu inte var etablerat att vara vegetarian i Sverige. Utöver sitt konstnärliga arbete är han verksam som meditationsguide och föredragshållare inom framför allt andliga områden. Han hade 1972 en omvälvande andlig upplevelse på Rögle kloster men kom redan i 20-årsåldern att intressera sig för österländsk filosofi och livsstil. År 1967 träffade han Maharishi Mahesh Yogi (Transcendental Meditation, TM) på Falsterbohus och lärde sig att meditera. Senare utbildade han sig till lärare i TM.  Mellan 1990 och 1995 studerade han Krya-Yoga och mellan 1995 och 2000 besökte han flera gånger Sri Sathya Sai i Prasanthi Nilayam, Puttaparthi, i södra Indien. Åren 1993–2000 drev han ”En kväll för Tibet” i Lunds domkyrka, alltid den 10 mars – dagen då Dalai lama tvingades fly från den kinesiska ockupationen. År 2000 förändrades allt och han kom att närma sig den kristna mystiken. Framför allt Jungfru Maria, Franciskus av Assisi och Wilfrid Stinissen kom att påverka honom starkt, och den meditationsgrupp som han startade 1985 kom att ändra karaktär och består numera av tre moment: sång, meditation och anförande/cirkelsamtal. Många av Wiehes musikframträdanden speglar denna utveckling, dels genom verk presenterade tillsammans med andra artister såsom Peter Elmberg, Pernilla Södergren och Eva Kunda Neidek, dels genom framträdanden hos olika kristna evenemang såsom Taize mässor för att stöda samverkan mellan olika samfund, eller för att stöda sociala evenemang såsom konserter för hemlösa.

### Familj
Thomas Wiehe är yngre bror till Mikael Wiehe. Han är gift med Karin Wiehe som även medverkar vid vissa av Thomas framträdanden.

## Utmärkelser och stipendier
Thomas Wiehe har blivit tilldelad flera stipendier för sin konstnärliga verksamhet, såsom från Konstnärsnämnden, STIM, SKAP, Stiftelsen Längmanska kulturfonden, Filcentrum Syd, Sparbanken Finn, Crafoord, Lunds kommun, och Malmö stad.

## Verkförteckning

### Diskografi
- 2013 CD: Maria, gå vid vår sida
- 2011 CD: Echoes from my heart – Thomas Wiehe på engelska, med Karin Wiehe
- 2011 DVD: ”Halabja” med Sherko Bekas och Heresh Raza
- 2010 CD: Hallå det är bara jag – Midnattskören sjunger Thomas Wiehe
- 2010 DVD film:  Midnattskören sjunger Thomas Wiehe
- 2010 Samlings-CD: ”De bästa sångerna”, Thomas Wiehe
- 2009 DVD: Guitar School
- 2008 CD: A day in the mountains – instrumental guitar CD
- 2008 CD: Songs for Tibet
- 2003 CD: Moccers från 60-talet
- 1995 DVD: Vilse i pannkakan
- 1990 Kassettband: En hälsning ifrån gräset

- 1990 – En hälsning ifrån gräset (LP, Amalthea AM 77)
- 1982 – Flow Soma (med Turid, LP, Silence SRS 4672)
- 1980 – Fågeln i mej (LP, Silence SRS 4658)
- 1980 – Med örat mot jorden (med Staffan Westerberg, LP, Silence SRS 4661)
- 1978 – Två vindar (LP, Silence SRS 4650)
- 1977 – Tårta och raketer (LP, Silence SRS 4644)
- 1975 – Vilse i pannkakan (med Staffan Westerberg, LP, Silence SRS 4631)
- 1975 – Mögel (LP, Silence SRS 4632)
- 1974 – Drömskugga (LP, Silence SRS 4626)
- 1973 – I rummet intill (LP, Silence SRS 4614)

### Musikföreställningar
- 2023 Där vägen slutar – en musikföreställning med Eva Kunda Neidek[1]
- 2022 En krans av sånger och legender - en musikberättelse om Jungfru Maria [11]
- 2020 Evert Taube & Dan Andersson, två sätt att möta livet – med Lars Fernebring o[12][13]
- 2020 Plötsligt bara händer det, du blir pensionär – med  Alexis Alnemark [14][15]
- 2020 Mundekulla Live #9 Konsert med Thomas Wiehe och Peter Elmberg[16]
- 2019 Till Paris[17]
- 2014 Maria går i törnrossnår - med Pernilla Södergren[5]
- 2012 En hälsning ifrån gräset[18]
- 2010 Hallå, det är bara jag – Midnattskören sjunger - med Thomas Wiehe[19][20]
- 2009 Maria, gå vid vår sida – med Pernilla Södergren
- 2009 Svenska sånger (i Danmark) – med Per Mjöbecke
- 2008 A  song for Tibet/Landet som inte finns - med Peter Elmberg[4]
- 2008 Vi kan aldrig lura naturen - med Peter Elmberg[21]
- 2005 Dylan på svenska, Bob Dylans väg till berömmelse – med Lars Fernebring [22]
- 2003 Om mansrollen -  med Hans Alnemark
- 2002 Lilla fru Maja, medeltida folkvisor om jungfru Maria – med Helén Laestadius
- 2000 Det är minnenas kväll, välkända visor för äldre – med Hans Alnemark
- 1998 En aning om kärlek – med Hans Alnemark
- 1990 En sång till dig – välkända visor, för äldre

### Musikfilmer
- 2024 En fanfar för freden - med Peter Elmberg[23]
- 2024 Du er vor Skat, o Jesus sød (på danska) - med Eva Kunda Neidek[6]
- 2022 Där vägen slutar – med Eva Kunda Neidek[24]
- 2021 Det ljusnar - med Eva Kunda Neikdek[25]
- 2019 Det finns en annan värld – med Eva Kunda Neidek[26]
- 2018 Dockmakarens återkomst – en fantasy-dokumentär, med Maria Wallin[2]
- 2016 Äntligen ensam, med dig – en musikvideo, med Maria Wallin[27]

### Barnteaterföreställningar
- 2016 Till Paris – solo[28]
- 2013 Jakthunden som bytte spår – med Knitte Stenlund[29]
- 2008 Simsalabim – solo[30]
- 2004 Knacka på – med Sagofén Isadora
- 1998 Vykortet – med Teater Maximus
- 1997 Melodi Makaren - solo
- 1995 Kamrerens hemlighet – med Clown Raimondo
- 1992 Resan till Regnbågslandet – med Liselotte Weissbach
- 1987 I nattens mörkaste timma – med Clas Rosvall
- 1985 Den förtrollade melodin – med Bo Medin
- 1983 Gastock gör entré - solo[31]
- 1982 Jägaren och hans hund – med Bo Medin
- 1976 Skogstelegrafen – med Tomas Forssell

### TV-serier
- 1979 Med örat mot jorden – med Staffan Westerberg[32]
- 1976 En fralla för alla – med Tomas Forsell, Turid Lundqvist, Johannes Brost
- 1975 Vilse i pannkakan – med Staffan Westerberg

### Föredrag
- 2024 Gitarren och jag – en musikföreläsning om gitarrens underbara värld
- 2020 Det glada 70-talet – om Proggmusiken, politiken och tidens tankar
- 2016 Musikens dolda budskap– ett föredrag om musik[33]
- 2004 Hinduismen, en introduktion – föredrag om hinduismen
- 2001 Tibet igår, idag och i morgon – föredrag om Tibet

### Intervjuer i media
- 2025 SVT:  Året var 1975. Intervju med Staffan Westerberg och Thomas Wiehe om barnserien "Vilse i pannkakan" på 1970-talet.[34]
- 2018 Thomas Wiehe om Musik och Andlighet. Intervju med Finn Öhlund för Regnbågsblommans podradiokanal. [3]
- 2008 Peter Elmberg och Thomas Wiehe Intervju[35]

### Övrigt
Thomas Wiehe finns väl dokumenterad på Folklivsarkivet i Lund med Skånes musiksamlingar.